# Diego Evans

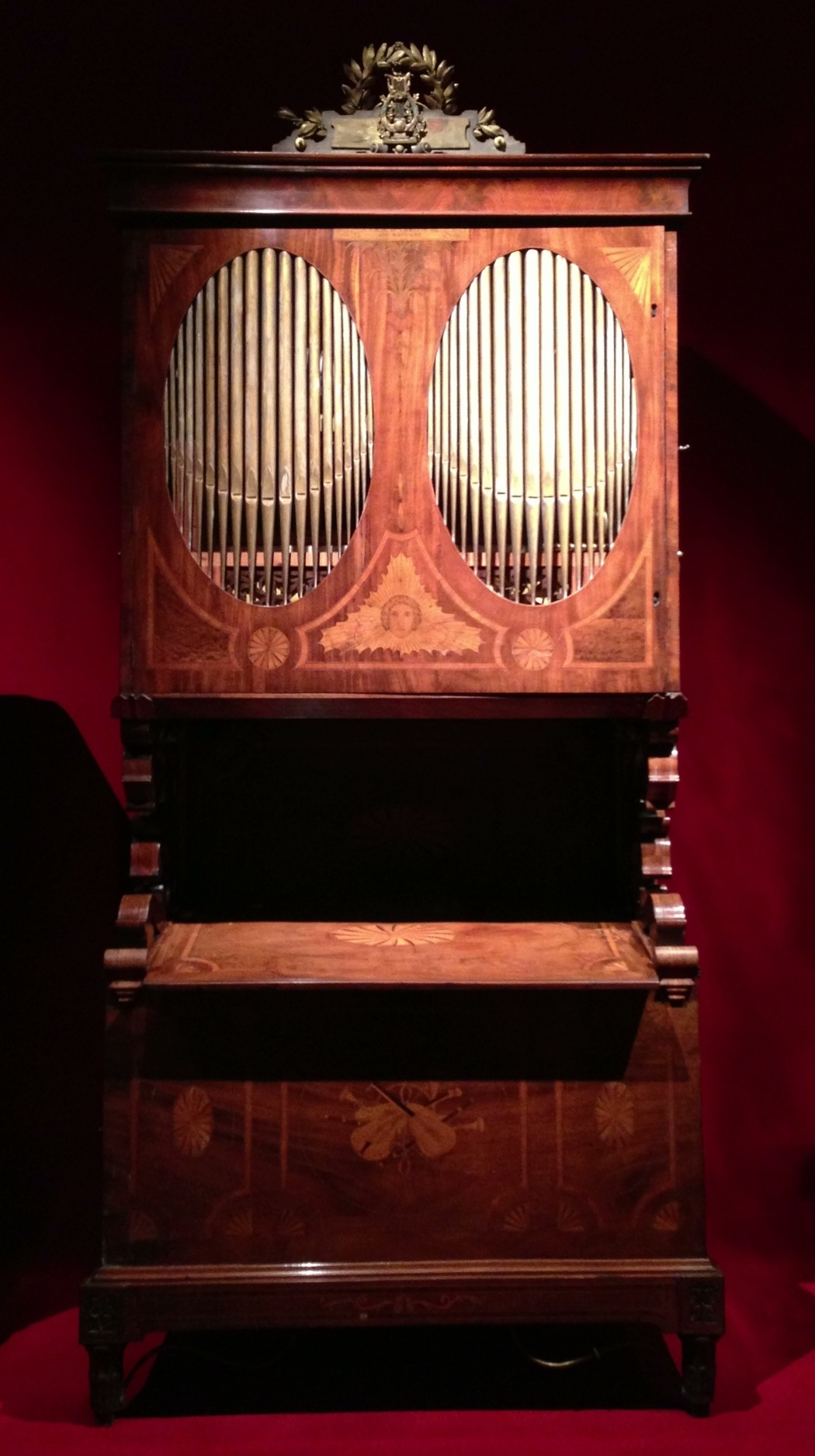
Orgue de ressort del constructor Diego Evans:
el suport programat és un corró de fusta amb pues, canviable, amb deu peces programades. Disposa de quatre corrons de recanvi. La generació del so es produeix amb quatre jocs de tubs d'orgue, dels quals tres són de metall i un de fusta, que formen un conjunt de 116 tubs.

Diego Evans (Londres, 1762), fou rellotger anglès. També firmava amb el nom de James Evans.
Treballava com a rellotger a Londres junt amb els germans Robert i Peter Higgs (Higgs & Evans), de l'any 1775 a 1832, passant primer per Sweetings Alley i després a Royal Exchange. Tots havien firmat en castellà, fins i tot a vegades escrivien Londres en lloc de London: Això indica el mercat cap al qual els rellotges anaven destinats (Espanya).
L'experiència en construcció de sistemes complexos de mecànica amb so fou portada al terreny dels orgues de cilindres per part d'Evans: l'orgue de ressort Diego Evans és un orgue de maneta de grans dimensions del segle xviii que va ser construït per al rei Carles III. L'instrument fa gairebé dos metres i mig d'alçada, amb un moble de fusta de caoba. A la part superior frontal porta una inscripció en la qual s'indica que va ser construït per al rei Carles III. És un instrument mecànic que s'acciona mitjançant un mecanisme de ressort. Va ser a partir d'aquest exemplar del constructor Diego Evans que els orgues de cilindres varen començar a multiplicar-se i ser utilitzats en esglésies i salons de ball de l'aristocràcia, on així es podien substituir les orquestres de ball.